# Block (herb szlachecki)
Block (Trzy orle skrzydła) – polski herb szlachecki z indygenatu.

## Opis herbu
Opisy z wykorzystaniem zasad blazonowania, zaproponowanych przez Alfreda Znamierowskiego:
W polu barwy niewiadomej trzy czarne orle skrzydła w rosochę. Nad tarczą hełm w koronie.

## Najwcześniejsze wzmianki
Nadany indygenatem z roku 1768 Krzysztofowi Blockowi.